# Aspergillus protuberus
Aspergillus protuberus är en svampart som beskrevs av Munt.-Cvetk. 1968. Aspergillus protuberus ingår i släktet Aspergillus och familjen Trichocomaceae.   Inga underarter finns listade i Catalogue of Life.